# Kelemen László (ügyvéd)
Kelemen László (Szőny, 1958. március 4. –) magyar ügyvéd, író.

## Életpályája
1982-ben szerzett jogász diplomát a Eötvös Loránd Tudományegyetem Állam- és Jogtudományi Karán. 1985-ben szerezte meg a jogi szakvizsgát kitűnő eredménnyel. Ezt követően a Budapesti Ügyvédi Kamara tagjaként ügyvéd. 1993-ban megalapította és alapítása óta vezeti a Kelemen, Mészáros, Sándor és Társai Ügyvédi Irodát. Részt vett az ügyvédi közéletben is: 1987-ben, illetve 1989 és 1991 között az Országos Ügyvédi Kamara titkára, 1992 és 2002 között a kamara teljes ülésének tagja volt. 1993-ban a British-Hungarian Lawyer's Association (Brit-Magyar Jogásztársaság) alelnökévé választották. 1991-től a Kanadai és Magyar Ügyvédek Társasága tagja.
Ügyvédi tevékenységén túl 1992-ben az Állami Vagyonügynökség (ÁVÜ) jogi szakértője, 1994 és 1996 között a CD Hungary Rt. felügyelőbizottságának elnöke volt. 1998-ban a Magyar Nemzeti Bank felügyelőbizottságának elnökévé választották, tisztségét 2001-ig töltötte be.
A 2000-es években kezdett el foglalkozni a pszichológiával. 2008-ban végzett a Szegedi Tudományegyetem Bölcsészettudományi Karán pszichológia szakos bölcsészként. 2010-ben lett a Pécsi Tudományegyetem Pszichológiai Doktori Iskola hallgatója, itt a PhD disszertációját 2013 decemberében védte meg, oklevelét 2014-ben vette át.

## Művei
- Joghallgatók a jogról (2009)
- Miként vélekedünk a jogról? (2010)
- Kelemen László: Two Pieces of Social Psychology - Research in Hungary (2010-2011)
- Kelemen László, Hollán Miklós: Joghallgatók a jogról II. (2013)

## Külső hivatkozások
- Kelemen László személyes honlapja
- A Kelemen, Mészáros, Sándor és Társai Ügyvédi Iroda honlapja